# دینیوس آدومایتیس
دینیوس آدومایتیس (انگلیسی: Dainius Adomaitis؛ زادهٔ ۱۹ ژانویهٔ ۱۹۷۴) بازیکن بسکتبال اهل لیتوانی است.
وی در مسابقات کشوری و بین‌المللی در مجموع برندهٔ ۱ مدال برنز شده‌است.